# Philippe Erulin

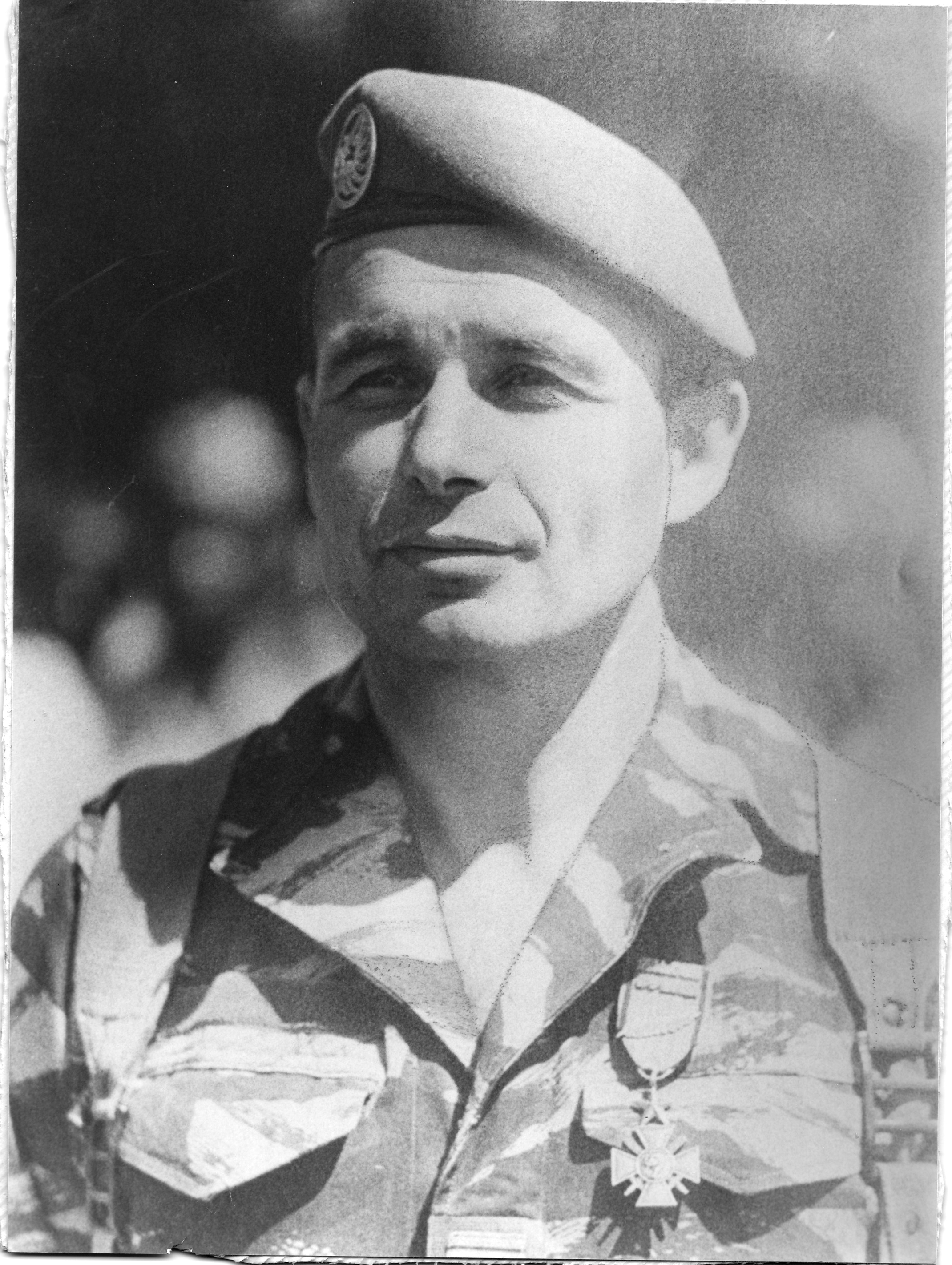
Philippe Erulin

Philippe Louis Edmé Marie François Erulin (* 5. Juli 1932 in Dole; † 26. September 1979 in Paris) war ein hoher Offizier der französischen Armee.
Er wurde bekannt als Kommandeur (colonel commandeur) des 2e régiment étranger de parachutistes der französischen Militärintervention 1976 in Zaire und war beteiligt an der Schlacht um Kolwezi. Eulin wurde wegen der Anwendung der Folter während des Algerienkriegs angeklagt.

## Biografie

### Familie
Er stammte aus einer Familie angesehener Offiziere und Militärs. Sein Großvater, Oberstleutnant Louis-Joseph Erulin und sein Vater, Oberstleutnant André Erulin, waren auch Offiziere der französischen Armee.

### Militärkarriere
Im Oktober 1954, nach dem Abschluss der Militärschule Saint-Cyr, wurde Erulin zum Leutnant befördert und besuchte bis Januar 1955 die École d’application de l’infanterie (Infanterieschule). Er wurde dem 1. Fallschirmjägerregiment (1954–1959) im Rang eines Leutnants zugeteilt. Er nahm mit diesem Regiment am Algerienkrieg und an der Operation Musketeer teil. In Algerien führte er eine Sektion an, die hauptsächlich in Aurès und der Kabylei kämpfte. Er wurde zweimal verletzt, einmal davon schwer, und er wurde viermal lobend erwähnt. Im Alter von 26 Jahren wurde er zum Ritter der Ehrenlegion ernannt.
Sein Regiment war 1957 an der Schlacht von Algier beteiligt. Am 10. Juni 1957 waren Erulin und André Charbonnier die beiden Militärs, die Maurice Audin, einen algerischen kommunistischen Militanten, dessen Partei in seinem Haus einen bewaffneten Kampf mit der Nationale Befreiungsfront führte. Henri Alleg, ein kommunistischer Journalist und Kämpfer für die Unabhängigkeit Algeriens, der kurz nach Audin in derselben Operation festgenommen wurde, beschuldigte Charbonnier und Erulin, ihn auf Befehl von Capitaine Roger Faulque gefoltert zu haben. 1958 veröffentlichte Alleg sein Buch „La Question“, in dem er detailliert über die Folter berichtet, die er während des Algerienkrieges erlitten hatte. In Bezug auf die Behandlung, der er in El Biar ausgesetzt war, erwähnt Alleg „Folterwerkzeuge“ und nennt auch einen „Folterleutnant“ namens Philippe Erulin.
Im April 1961 wurde Erulin zum Capitaine befördert. Im Juni 1962 wurde er an die Spitze der 6. Kompanie des motorisierten Infanterieregiments 153 gestellt. Im Juli 1968 stieg er zum Major und im Oktober 1973 zum Oberstleutnant auf.
Im Juli 1976 wurde Erulin zum Oberst befördert und erhielt das Kommando über das 2. Fremdenregiment der Fallschirmjäger. Erulin kommandierte das Regiment während der Schlacht um Kolwezi, bei der mehr als 2000 Geiseln aus der Hand der Rebellen befreit werden konnten.
1978 wurde Erulin in der Sendung Les dossiers de l´écran des ORTF beschuldigt, Henri Alleg gefoltert zu haben. Daraufhin kam es zu kontroversen Debatten in den französischen Medien und zu Anklagen wegen Verleumdung durch die Erben Erulins, von denen die Kläger einige gewannen, andere verloren.

### Tod
Erulin starb plötzlich am 26. September 1979, nachdem er beim Joggen einen Herzstillstand erlitten hatte. Er hinterließ seine Frau und drei Kinder. Er wurde auf dem Cimetière de Port-Blanc in Penvénan bestattet.

## Auszeichnungen
- 1978: Commandeur de la Légion d’Honneur
- Croix de la Valeur militaire

In Aix-en-Provence wurde die Rue Colonel Philippe-Erulin nach ihm benannt.